# 滴道区
滴道区是黑龙江省鸡西市下辖的一个市辖区。位於鸡西市境西北部，東與城子河區相連，南與雞冠區、恆山區和麻山區接壤，西北與林口縣分界，北與雞東縣毗鄰。

## 人口
根據第七次人口普查數據，截至2020年11月1日零時，滴道區常住人口為65980人。

## 地理
滴道区位于鸡西市的西北角，与七台河相邻，离鸡西市中心约10千米。

## 行政区划
下辖4个街道、2个乡。
东兴街道、矿里街道、洗煤街道、大通沟街道、滴道河乡和兰岭乡。

## 经济
在矿产中尤其以煤矿为主，农业以畜牧业为主。

## 交通
哈密铁路和 201国道通过滴道区。